# Хакінг
Хакінг; Гакінг — процес проникнення в комп'ютерні системи або мережі з метою отримання несанкціонованого доступу до даних або зламування захисних механізмів. Спочатку хакінг був діяльністю ентузіастів, які прагнули покращити або перевірити безпеку систем, але з часом ця практика набула негативного забарвлення через зловмисне використання для крадіжки інформації, фінансових шахрайств та пошкодження цифрових ресурсів.
Ця практика, встановлена хакерами, з'явилася з першими домашніми комп'ютерами та успадкувала електроніку й аматорське радіо. Таким чином, хакерство — це набір методів, що дозволяють використовувати можливості, недоліки та вразливості елемента або групи матеріальних чи людських елементів. Це також включає ремонт, обслуговування або вдосконалення старого обладнання чи програмного забезпечення, документація для якого більше не доступна, шляхом зворотного проєктування.
У деяких випадках процес може бути схожий на комп'ютерну хакерську атаку. У цьому випадку йдеться про практику, спрямовану на «дискретний» обмін незаконною або конфіденційною інформацією.
У 1830-х роках бізнесмени із Бордо зловживали оптичною телеграфною мережею для отримання першої банківської інформації. Цей злом телеграфу Шаппа є можливим вважати одним із перших випадків злому.
Приблизно в 1960 році терміни «хакінг» та «хакер» були введені у обіг Массачусетським технологічним інститутом. Вони стосуються майстерності та експериментів заради розваги. У середині та наприкінці 1960-х років також увійшов у вжиток термін «хак». Цей термін позначає те саме поняття, що й «хакінг», але з деякими додатковими нюансами — по суті, повторення дій злому та піратства, що виконуються досвідченими фахівцями в ІТ-галузі.
У 1969 році Джон Дрейпер зміг здійснювати безкоштовні міжміські дзвінки, імітувати звуки телефонної мережі і провадити безкоштовні дзвінки.. Цей метод, який його творець називає фрикінгом, надихає нову хвилю комп'ютерних хакерів. Вони прагнуть модифікувати та переробити перший комп'ютер.
1980 року ЗМІ почали публікувати статті про хакерство. Публікуються дописи про Кевіна Поулсена, якому вдається проникнути в мережу, зарезервовану для військових, університетів та бізнесу. У 1983 році вийшов фільм «Воєнні ігри», історія якого зосереджена на хакері, якому вдається отримати доступ до комп'ютерної системи американської армії. У ці ж роки з'явився і перший комп'ютерний вірус.
Багато зломщиків починають свій бізнес, намагаючись порушити обмеження проти копіювання або обійти правила комп'ютерних ігор. Але коли на початку 1990-х років ЗМІ розкрили, що «Chaos Computer Club France» був фальшивою хакерською групою, яка працювала у співпраці з жандармерією, французька хакерська спільнота натомість звернулася до вільного програмного забезпечення, і виникло багато незалежних спільнот.
Народження Інтернету в 1990-х роках супроводжувалося першими випадками кіберзлочинності. Чорні капелюхи займалися злочинною діяльністю, тоді як білі капелюхи шукають вразливості комп'ютерів, щоб оприлюднити їх і таким чином виправити огріхи безпеки.
У 2000-х роках хакери хотіли знову просунути технології та зламати обмеження, нав'язані виробниками". Джону Йохансену вдається обійти захист «DVD» та скопіювати вміст. Ще однією тенденцією, що з'явилася у 2000-х роках, було використання хакерства для активізму, наприклад, такими групами, як Анонімус, «RTMark» та «Chaos Computer Club».
У 2010-х роках ці хакери продовжують надавати доступ до своїх ресурсів, часто у формі вікі або репозиторію. Комп'ютерні атаки в епоху Кевіна Митника, Кевіна Поулсена чи Джона Леха Йохансена («DVD Джон») були нечисленними порівняно з тими, що розпочалися в 2000-х роках. У 2010-х — 2020-х роках загроза менш вірулентна, але набагато масштабніша, зокрема через зростання кількості «скрипткіді» або хакерів-неофітів.